# Okresní soud v Chebu
Okresní soud v Chebu je okresní soud se sídlem v Chebu, jehož odvolacím soudem je Krajský soud v Plzni. Soud se nachází v historické budově s bezbariérovým přístupem na Lidické ulici, naproti němuž sídlí Okresní státní zastupitelství v Chebu. Rozhoduje jako soud prvního stupně ve všech trestních a civilních věcech, ledaže jde o specializovanou agendu (nejzávažnější trestné činy, insolvenční řízení, spory ve věcech obchodních korporací, hospodářské soutěže, duševního vlastnictví apod.), která je svěřena krajskému soudu.

## Budova
Na místě dnešního soudu původně stávala v 15. století dřevěná tvrz, střežící cestu do města, později byla nahrazena kamenným panským domem, který roku 1856 vyhořel. Poté bylo místo využito jako vojenské jezdecké cvičiště. Až roku 1898 stát pozemek od armády vykoupil za účelem vybudování porotního soudu a věznice, neboť dosavadní řešení chebské justice, situované ve staré radnici na Jánském náměstí a dřevěného městského vězení bylo zcela nevyhovující. Rok poté začala stavba.
Byla postavena hlavní stavba krajského soudu (Landgericht, působil zde až do roku 1949) a budova porotního soudu (Schvurgericht), která obsahovala největší jednací síň o výšce dvou podlaží. Soud měl secesně zdobnou fasádu, žulové obložení a masivní okenní ostění, takže navozoval patřičný dojem důležitosti a důstojnosti. Roku 1904 byla dokončena i stavba věznice s masivní okolní zdí, která se členila na mužskou a ženskou část, každá s vycházkovým dvorem. Věznice měla mj. i vlastní školní třídu, dílny pro vězně, malou nemocnici, popravčí dvůr a kapli, ta navazovala na zmíněnou velkou jednací síň soudu.
Během druhé světové války byli ve věznici internováni váleční zajatci a už tehdy se začalo z kapacitních důvodů s necitlivými přestavbami. Největší zásah však představovalo období po komunistickém převratu. Roku 1951 byla zrušena věznice a dána do správy pohraničníkům, paradoxně však tehdy došla menší úhony, než budova soudu pod civilní správou. Střešní pálené tašky byly vyměněny za plech, byla odstraněna výzdoba fasády, zaasfaltovány do té doby žulovými deskami pokryté dvory (zbytky desek je možné dosud nalézt mj. na dně několika rybníků v okolí Františkových Lázní) a zlikvidovány téměř všechny masivní dřevěné dveře. Největší škodou však bylo podélné rozdělení velké jednací síně, kdy v horní části vzniklo několik menších kanceláří a v přízemí budovy tmavá a nevětratelná místnost využitelná jen jako sklad nepotřebných věcí. Co se týče věznice, ta byla roku 1993 zrušena a její budova chátrala. Až v roce 2003 ji soud získal do své správy.
V roce 1996 vznikl pouze návrh na využití půdních prostor, ten však byl opuštěn a zvítězila varianta komplexní rekonstrukce jak budovy soudu, tak budovy bývalé věznice. Ta úspěšně proběhla v letech 2005–2006.

## Soudní obvod
Obvod Okresního soudu v Chebu se zcela neshoduje s okresem Cheb, patří do něj jen území těchto obcí (z okresu Cheb do obvodu soudu nepatří město Teplá, které po přeřazení z okresu Karlovy Vary do okresu Cheb od 1. ledna 2007 vyhláškou č. 513/2006 Sb. zůstává z hlediska soudní příslušnosti stále v obvodu Okresního soudu v Karlových Varech):
Aš •
Dolní Žandov •
Drmoul •
Františkovy Lázně •
Hazlov •
Hranice •
Cheb •
Krásná •
Křižovatka •
Lázně Kynžvart •
Libá •
Lipová •
Luby •
Mariánské Lázně •
Milhostov •
Milíkov •
Mnichov •
Nebanice •
Nový Kostel •
Odrava •
Okrouhlá •
Ovesné Kladruby •
Plesná •
Podhradí •
Pomezí nad Ohří •
Poustka •
Prameny •
Skalná •
Stará Voda •
Trstěnice •
Třebeň •
Tři Sekery •
Tuřany •
Valy •
Velká Hleďsebe •
Velký Luh •
Vlkovice •
Vojtanov •
Zádub-Závišín